# Universalieproblemet
 Denne artikel bør gennemlæses af en person med fagkendskab for at sikre den faglige korrekthed.
    Artiklen er en oversættelse af den tyske  Universalienproblem. 
   På diskussionssiden er opført nogle ømme punkter i oversættelsen man kan gå om bord i.

Universalieproblemet – universaliestriden, nominalismestriden eller striden om almenbegreberne – angår det spørgsmål om almenbegreber findes i virkeligheden, eller hvorvidt de blot er menneskelige konstruktioner.
Universalier (anglicisme) er almenbegreber (det danske navn for begrebet) som "menneske" og "menneskehed" eller matematiske størrelser som "tal", "relation" og "klasse". I filosofien findes der en grundlæggende diskussion, om hvorvidt man kan tillægge universalier en ontologisk eksistens, eller om det drejer sig om rent forstandsmæssige begrebsdannelser. Denne diskussion havde et højdepunkt i middelalderens skolastik og rækker helt ind i nutiden.
| Anskuelse af Platons idélære |
| --- |
| Platons idélære kan tages som udgangspunkt for problemets ene pol, der sædvanligvis kaldes realisme eller begrebsrealisme: "ideerne" er efter denne opfattelse reelle i modsætning til modpolen hvor de blot er navne, heraf nominalisme.                                        |
| Erkendelse med fornuften i området for de universelle ideer Disse idéer er uforgængelige, uforanderlige, af højere ontologisk og epistemologisk rang og grundlaget for objekterne, der 'har del i' disse ideer (methexis). Disse sansbare objekter er ufuldstændige afbildninger |
| (Et billede med dansk tekst efterspørges) |
| |
| Perception med sanserne i området for tingene som kun er ufuldkomne afbildninger af de fuldkomne idéer |

## Grundproblemet
Begreber har den funktion at betegne genstande, hændelser eller egenskaber. De bærer en betydning, og alle eller de fleste vil godtage at sætningen "rosen er rød" kan afprøves og altså at den er meningsfuld. Såvel "rose" som "er rød" (såkaldte prædikatsudtryk) kan anvendes om flere genstande. Almen anvendelighed gælder for alle begreber med undtagelse af navne hvis opgave det er at udskille det særlige, et individ, fra det almene.
Når man tænker på at fremstille en tallerken, kan man forestille sig en genstand af porcelæn, keramik, glas eller metal. Den kan være rund, kantet eller oval. Disse kendetegn bestemmer den konkrete skikkelse af den enkelte tallerken. For at kunne fremstille en tallerken må man imidlertid allerede på forhånd have en forestilling om en tallerkens funktion og princip. Man må kende en tallerkens væsen.
Realisme
Udgangspunktet for diskussionen om universalierne er idélæren hos Platon, der i Phaidon gik ud fra at ideer har en selvstændig eksistens. 

I diskussionens løb blev flere tankemæssige principper karakteriseret som universalier. Ud over Platons ideer drejer det sig om blandt andet regler, dyder, transcendente størrelser, kategorier eller værdier. Denne position, der går ud fra at sådanne abstrakte størrelser eksisterer, kaldes i universaliediskussionen for realisme.
Nominalisme
Den position der står over for realismen kaldes nominalisme (lat.: nomen, navn) og den er grundlæggende af den opfattelse at almenbegreberne er tankemæssige abstraktioner, der dannes af mennesket. Det der virkeligt eksisterer er de enkelte ting. Da nominalismen historisk er den nyere af de to positioner, opstod der i middelalderen betegnelsen via moderna (den nye eller moderne vej) herfor, mens den gamle vej fik betegnelsen via antiqua.
Middelalderen
Universalieproblemet tilspidsedes i middelalderens kristelige og islamiske monoteisme. Man må huske at det ikke blot drejede sig om en løsrevet "rent filosofisk" problematik, men at det også angik meget konkrete spørgsmål som magtkoncentration og legitimering, når der for eksempel blev diskuteret om treenighedsspørgsmålet. Hvis almenbegreber er virkelige, har de meget større autoritet end hvis de afhænger af fortolkninger. Da man i løbet af senmiddelalderen i stigende grad forlod den realistiske position, betød dette en gradvis frigørelse fra autoriteter, der påberåbte sig Gud eller det guddommelige. I den forstand befordrede nominalismen naturvidenskaben og den sekulære stat.
Nyere tid
Grundproblemet bliver i forvandlet form også diskuteret i nutiden. I sprogfilosofien spørges om egenskaber ("rødlig/rødhed") og klasser ("organismer") er ontologisk selvstændige. Inden for den filosofiske matematik diskuteres om logiske klasser, tal og funktioner har en selvstændig eksistens; denne opfattelse kaldes også platonisme eller semantisk realisme. Mens Bertrand Russell var en af de betydeligste tilhængere af realismen i 1900-tallet, tilsluttede hans lige så kendte elev og senere ven Ludwig Wittgenstein sig konsekvent nominalistiske synspunkter. I Pierre Bourdieus sociologiske teori fremlægges et forsøg på sammenknytning af nominalistiske og realistiske anskuelser.

## Universalerne og det partikulære
Menneskets intellekt benytter almenbegreber og kan dermed begribe og systematisere verden omkring sig. Men hvilken realitet kan man så tillægge almenbegrebet? Er almenbegrebet mere virkeligt (og dermed guddommeligt) end den verden det afbilleder, eller er der nærmere tale om et guddommeligt system, der strukturerer den verden vi lever i? Eller er almenbegreberne blot et resultat af erfaringen?
Helt groft skitseret kan man på denne baggrund sige, at tre overordnede standpunkter er mulige:
- Universalerne kommer før det partikulære (enkeltting). Først set i Platons idélære (idéalisme – af nogle også kaldet ekstrem realisme) og fremherskende i den tidlige skolastiske periode med Anselm af Canterbury (d. 1109) som fremmeste repræsentant. På dette tidspunkt i middelalderen stod den nyplatonske forståelse således i centrum overleveret i en kristen udformning af bl.a. Augustinus (354-430) og AM Boethius (480-424).
- Universalerne er "iboende" det partikulære. Først set hos Aristoteles og kaldes moderat realisme. Fremherskende i den midterste skolastiske periode som følger det fornyede kendskab til Aristoteles i forbindelse med mødet med Araberne. Allerede Pierre Abelard (1079-1142) hævdede denne form (selvom mange kommentatorer fejlagtigt betegner ham som konceptualist) og senere også en af den Katolske Kirkes største filosoffer, Thomas Aquinas (dog med visse forenklinger. Aquinas forsøger således at lukke diskussionen med følgende sætning: "Universalia ante res, in rebus et post res". Der hersker dog almen enighed om, at hans metode viser, at han primært lægger sig op ad Aristoteles' ontologi).
- Universalerne kommer "efter" det partikulære. Dette standpunkt har bl.a. rod tilbage hos sofisterne, men bliver først klart formuleret i middelalderen. "Nominalisme" (af latinsk "nomen", der betyder navn og angiver, at enkelttingen står først) blev i middelalderen ført tilbage til Roscelinus. Hen imod senmiddelalderen kommer en mindre radikal formulering af standpunktet i den såkaldte "konceptualisme", der siger, at universaler kun eksisterer inde i hjernen og ikke har (del i) ekstern substantiel væren. Absolut vigtigst er her franciskanermunken William af Ockham, hvis betydning for senmiddelalderlig skolastik ikke kan overvurderes.
Det skal i denne forbindelse siges, at selvom Platons idélære og Aristoteles realisme således repræsenterer to ret forskellige opfattelser, går de under samlebetegnelsen "begrebsrealisme".
Det er i øvrigt vigtigt ikke at hænge sig for meget i betegnelser opgivet i sekundære fremstillinger. Det er således ofte, man læser introduktioner til middelalderfilosoffer, hvor det viser det sig, at forfatteren ikke har helt styr på sit begrebsapparat.

## Til universaliernes begreb
Allerede bestemmelsen af et begreb om universalier er problematisk. Almenbegreber som rød eller organisme forholder sig til flere genstande eller områder. Vil man fx medregne tallet Pi, er det bedre at tale om abstrakte genstande.
Som kriterier for universalier kan nævnes:
- tidsuafhængighed
- ren begrebslighed
- manglende observerbarhed
- manglende kausal virkning

Ingen af disse kriterier er alene tilstrækkelige til at bestemme universalier. Om man kan undvære nogle af kriterierne, er ikke entydigt afklaret. Desuden findes der begreber der betegner flere elementer i en klasse (menneske), og sådanne der selv tjener til at betegne en klasse (menneskehed). Begreberne "menneske" og "menneskehed", og også "retfærdighed" eller "mængden af lige tal" er uden konkrete referencer (såsom dette menneske; menneskeheden på dette eller hint tidspunkt), de er også tidsuafhængige, rent begrebslige, uden observerbarhed og tillige ikke kausale.
De forskellige opfattelser af universaliebegrebet kommer til udtryk i de positioner der anføres herunder:
Thomas Aquinas (Realisme)
Når en ting bliver benævnt efter hvad der er fælles for den og mange andre, siger man at en sådan benævnelse, et sådant navn betegner et universale, thi dette navn betegner hvad der er en fælles natur eller disposition for mange.
Johannes Duns Scotus (Konceptualisme)
Universalier anvendes i tre betydninger:

 a) om en anden-intention (eller "anden-bestemmelse") som er det prædicerbares tankemæssige forhold til det, hvorom det er prædicerbart. Det er dette forhold, som ordet "universal" betegner konkret, og som "universalitet" betegner abstrakt. 

 Yderligere står "universalt" for det, som bliver benævnt ud fra denne anden-intention, altså for en eller anden første-intention, for hvilken intention nummer to anvendes om første-intentionen. Herved kan det nu stå for noget dobbelt, nemlig:

 b) dels for den indirekte og

 c) dels for den direkte anvendelse af denne anden-intention. I det første tilfælde kalder man naturen 'i og for sig' for universel, da den ikke i sig selv er individualiseret, og det derfor ikke er i modstrid med den, at mange ting bliver udtrykt om den. I det andet tilfælde er det "universale" kun det, som også er aktuelt og ubestemt, således at et enkelt begreb kan udtrykkes om enhver enkeltting, og det er det universale i ordets egentlige betydning.
William af Ockham (Nominalisme)
Ethvert universale er en enkeltting og derfor kun ud fra betegnelsen et universale
Pierre d’Ailly (Nominalisme)
Da der ikke findes et universale ifølge værendet (ty. dem Sein nach), men efter repræsentationen, så er ret forstået et almenbegreb det der dannes af sjælen og som er fælles for flere ting, således at det gør dem fælles i kraft af forestillingen om det fælles for dem.

## Universalier i antikken
| Anskuelse af Platons idélære      |                       |                                 |
| "Ide-riget" Fornufterkendelse     | methexis: 'har del i' | "Tings-riget" Sanseperception   |
|                                   |                       |                                 |
| Urbillede i den erkendbare verden | 'anskuelse af'        | Afbildning i den synlige verden |

Platon
Et af hovedtemaerne i Platons filosofi er de såkaldte ideers (ideai) forhold til de empiriske genstande og menneskenes handlinger. I Platons dialoger spørger Sokrates om hvad der er ret, tappert, fromt, godt osv. Svaret på disse spørgsmål forudsætter eksistens af ideerne, som udtrykkes i almenbegreberne. Ideen er det i genstanden eller handlingen der uforandret forbliver det samme, hvor meget disse genstande eller handlinger end må synes at adskille sig fra hinanden.
De er tingens form (gr. eidos) eller væsen (gr. ousia) 
Ideerne bliver hos Platon erkendt ved et slags syn, man skuer ideerne (idé: af idein, at se). Denne skuen ideerne, som er fornuftens mål, optræder i dialogen, der forudsætter fødselshjælp, jordmoderkunst eller maieutik
Ideerne er "urbilledet" (paradeigma) for alle ting. De er uforanderlige og før enkelttingene (universale ante rem) der kun har del i disse (gr. methexis). Kun disse ideer er i ordets egentlige forstand værende. De synlige enkeltting er kun mere eller mindre fuldkomne efterligninger eller afbildninger af ideerne. Enkelttingene opstår, forandrer sig og forgår; deres sted er mellem væren og ikke-væren.
Overfor sine tidlige og lidt senere skrifter har Platon relativeret sin position i de senere skrifter (Parmenides) og henvist til problemer i idélæren.
Platons opfattelse af almenbegrebet er bl.a. en reaktion på Heraklit, som formulerede at man kan ikke gå i den samme flod to gange; man kan ikke engang gøre det én gang. Heraklit understreger her de modsætninger som rum-tidslige fænomener indeholder, verden er ikke stabil og entydig, men udgøres af en bevægelses proces; en permanent forandring (oldgræsk: "Panta rei" = "alting flyder").
Heraklits værker kendes i dag kun i brudstykker, men hans tanker blev i Platons samtid taget op af Kratylos, han endte i den radikale erkendelse af, at fænomener ikke kan genidentificeres, og når ud i det absurde med sin påstand om at hvis ingen genstand kan identificeres igen, er det også umuligt for genstande at være underlagt en permanent forandring. Platons kritik retter sig også især mod Kratylos, og han understreger at mennesket intellektuelt kan genkende floden, da floden som form og idé altid forbliver den samme. Han sætter et skarpt skel mellem den sanselige/fysiske verden og intellektets/idéernes verden, kun den sidste kan man have viden om, og derfor er den den sande verden. Med dette skarpe skel indleder/muliggør Platon den tusindårige strid om universalerne.
Aristoteles
Aristoteles (o. 350 f.Kr.) opblødte i sin Metafysik Platons idealistiske position i sin nye abstraktionslære. Han var dog realist med hensyn til almenbegreberne for så vidt som han mente at erkendelse kun var mulig hvis det almene havde eksistens. Men for Aristoteles var denne eksistens ikke uafhængig af enkelttingene, som må findes; derved får de prioritet i forhold til det almene, således at universalierne bliver en slags "anden substans". Ideen og den perciperede genstands væren falder sammen i objektet (universale in re) og bliver først adskilt ved en intellektuel akt.
Aristoteles' argumenter imod at Platons ideer skulle have en uafhængig eksistens var:
- ideerne var uforanderlige og kunne derfor ikke forklare forandring
- at forestillingen om ideernes uafhængige eksistens ville føre til en unødig fordobling af genstandene i verden
- at man for at kunne vurdere ligheden mellem ideen "menneske" og et individuelt menneske ville få brug for et andet menneske som målestok (argumentet "det tredje menneske") og man ville få en "uendelig regres", betingelserne vil aldrig høre op.

Porfyr
Overvejelser over en nominalistisk position indfinder sig først med Porfyrs (o.300) kommentar til "prædikabilierne" i Aristoteles' kategorilære som den forelå i latinsk oversættelse ved Boethius(o.500) i middelalderens skolastik.
Hvad nu angår genera [slægter]  og species [arter] så vil jeg undgå at ytre mig om spørgsmålet om de subsisterer, består i sig selv, eller om de blot eksisterer i intellektet; desuden, ifald de subsisterer, om de da er kropslige eller ikke – dette vil jeg altså undgå at ytre mig om; thi en opgave som denne er meget vanskelig og omfattende (ty. hoch) og kræver en indgående undersøgelse.
Porfyr havde ganske vist ikke taget stilling, men forberedt den grundlæggende diskussion.

## Middelalderen
Som afslutning på antikken formulerede en lille samling tænkere den nyplatonske tænkning sammen med kristendommen. Efter biblen var de to mest læste værker i middelalderen således Augustins "Bekendelser" (CONFESSIONES) og Boethius "filosofiens trøst" (DE CONSOLATIONE PHILOSOPHIAE) Anselm af Canterbury viste i forlængelse af denne tradition i værket Proslogion Guds nødvendige eksistens, og at mennesket kunne erkende Gud alene ved fornuften (sola ratione). Dette ontologiske gudsbevis skulle altså rationelt kunne vise guds eksistens. Argumentet siger i kort form: Gud er det fuldkomne væsen. Et fuldkomment væsen må besidde alle egenskaber fuldkomment og må derfor også nødvendigvis eksistere, da et ikke-eksisterende væsen er mindre fuldkomment end et eksisterende væsen; ergo må det fuldkomne væsen, Gud, eksistere. Anselm var en af middelalderens sidste rendyrkede eksempler på en rendyrket nyplatoniker af format, men det senantikke dannelsesideal fortsatte til langt op i senmiddelalderen.
Viden om Aristoteles’ filosofi blev i middelalderen primært bevaret i den arabiske verden, og Aristoteles ontologiske standpunkt (syn på almenbegreberne) var slet ikke kendt. Men som følge af økonomisk fremgang og deraf følgende udvidede handelsrelationer med araberne, blev de klassiske tekster efterhånden igen tilgængelige for europæerne. I første omgang i oversættelser af arabiske filosoffer inspirerede af Aristoteles (Averroes) og siden via direkte oversættelser af Aristoteles' værker – først fra arabisk og senere direkte fra oldgræsk.
I 11. årh og 12. årh. begynder en ny filosofisk opblomstring i Europa, og Aristoteles’ realisme blev igen populær. Særligt efter Peter Abelards værk Sic et non vinder den deduktive metode indpas. Den store europæiske renæssance for Aristoteles finder dog sted i 13. årh., og om reaktion på denne øgede interesse forsøger Thomas Aquinas med sine værker Summa contra gentiles og Summa theologiae at forene Aristoteles filosofi med den katolske tro. Han skaber et system, som i århundreder bliver den katolske kirkes godkendte filosofi, hvor der skelnes mellem den naturlige teologi og den åbenbarede teologi, den første stammer fra fornuftens sanseerfaringer, og den anden fra troen og evangelierne. Målet med begge former er dog det samme: Fuld erkendelse af Gud.
I begyndelsen af 1300-tallet blev konceptualismen imidlertid for alvor introduceret. Først ved Don Scotus og siden mere skarpt formuleret af hans elev den imponerende tænker, William af Ockham (død mellem 1347 og '49). Vil man studere senmiddelalderlig filosofi er Ockhams Summa Logicae således ikke til at komme uden om.

## Moderne tid
I den moderne filosofi findes lignende positioner – omend med modificerede argumenter. Det er således værd at bemærke, at den tyske filosof Martin Heidegger skrev doktordisputats om Don Scotus ti år før han udgav sit berømte værk, Sein und Zeit.
Læs i øvrigt om Ockhams virkningshistorie.

## Diskussionen i skolastikken

### Stærk realisme
Da senantikkens neoplatonisme (5. århundrede) via Boëthius og frem for alt via Augustin – som anså ideerne for Guds tanker om skabningen – var det fremherskende filosofiske grundlag for den tidlige skolastik, finder man også netop her først og fremmest den realistiske position inden for universaliespørgsmålet.
Den første prominente tilhænger af en radikal realisme var i det 9. århundrede Eriugena, for hvem universalierne var åndelige "væsenheder" (ty. Wesenheiten) som gik forud for enkelttingenes opståen. Gennem den hierarkiske inddeling af enkelttingene i arten (species) som indeholdes i slægten (genus), antog Eriugena at der i verden til sidst kun var én substans – et panteistisk verdenssyn. En lignende konsekvent realisme stod i 1000-tallet Anselm af Canterbury og Wilhelm af Champeaux for. Da der til hver substans var tilknyttet accidenser, måtte individualiteten fremgå af de forskellige accidenser. Universalet blev tilbageført på en eneste, identisk substans: indifferens med hensyn til universalierne, og denne Wilhelms "indifferensteori" havde virkninger flere generationer frem.

### Stærk nominalisme
Man regner Roscelinus for en af de første repræsentanter for den såkaldte stærke eller ekstreme nominalisme. Hans opfattelse er væsentligst overleveret gennem hans kritikere.
Der eksisterer kun sådanne genstande som kan erkendes gennem sanseorganerne. De er særlige (partikulære) og udelelige (individuelle). Begreber derimod – som af realisterne blev anset for at være de egentligt eksisterende – er blot betegnelser (la. flatus vocis: et pust med stemmen, tom luft) og som sådanne kun lyd og luft.
Forholdet mellem tingene består ved eller gennem tingene selv. Intet består af dele. Derfor eksisterer der ikke arter (species). Altså er universalier ikke virkelige, reelle. Logik er kun en ordkunst (ars vocalis). En konsekvens var at treenigheden kun kunne være et begreb, som betegnede en sammenstilling (ty. ein Aggregat) af tre (forskellige?) substanser. Denne "treteisme" var et utvetydigt kætteri som Roscalin måtte tilbagekalde på en synode i Soissons 1092 med deltagelse af Anselm af Canterbury . Roscalins position bliver også kaldt vokalisme

### Konceptualisme
Peter Abelard
Af sine lærere havde Peter Abelard lært at kende de to modstillede positioner i universaliediskussionen: den radikale nominalisme hos Roscelinus og den udtalte realisme hos Wilhelm af Champeaux. Foruden det rent ontologiske aspekt rykkede Abelard også sprogfilosofiske perspektiver i forgrunden ved sin undersøgelse af dette spørgsmål i sine skrifter Logica Ingredientibus og Logica Nostrorum Petitioni Sociorum. Først og fremmest kritiserede han de foreliggende argumenter. For ham kunne universalierne ikke være en entitet, fordi de ikke samtidig kunne indeholde forskellige, adskilte ting. Heller ikke kunne universalet være noget sammenfattet – sat sammen af forskellige dele – fordi hvert element i sammenstillingen da skulle indeholde helheden. Ligeledes afviste han den tese at et universale på samme tid skulle kunne være individuel og universel, fordi begrebet for individualitet som egenskab ved det universelle ville blive defineret på en modsætningsfyldt måde ved sig selv. Således kan der fx ikke eksistere begreber for organismer, fordi disse ikke samtidig kan være begavet med fornuft som mennesket er det og "ikke-fornuftbegavet" som dyr.
Da argumenterne for almenbegrebernes realitet ikke førte til et holdbart resultat, sluttede Abelard at universalierne er ord (voces) som fastlægges af mennesket til brug som betegnelse. Så vidt de forholder sig til noget der kan opfattes sanseligt konkret, så Abelard i dem kun uegentlige universalier, benævnelser (appellatio). Så vidt de forholder sig til noget der ikke er sanseligt perciperet, drejer det sig om ægte almenbegreber (significatio). Sådanne begreber bliver konciperet af mennesker for at betegne det fælles og ikke adskillende hos forskellige ensartede genstande. Erkendelsen heraf opstår ikke gennem kropslig sanseerkendelse (sensus), men ved sjælens tankemæssige begriben (intellectus), idet ånden (animus) fremstiller en lighed (similitudo). Stof og form eksisterer forbundet og bliver kun adskilt ved fornuftens (ratio) indbildningskraft (imaginatio) i abstraktionsprocessen (forma communis).
Universalier er derved hverken "før tingene" (realisme) eller "efter tingene" som betegnelser (nominalisme), men opstået udelukkende i forstanden som de enkelte tings abstraktion. De ligger dermed "i tingene" (in rebus). Ordet som naturlyd (vox) har del i skabningen. Men ordet som mening eller betydning (sermo) er en menneskelig indretning, et menneskeligt brug af lyden (institutio hominum). Dette at almenbegreber har en egen betydning, placerer dem imellem de virkelige ting (res) og de rent tankemæssige betegnelser (ficta). Universalier har derved semantisk eksistens, de er mentalt virkelige. Denne position, der ligeledes fandt tilslutning hos Gilbert af Poitiers, Adelard af Bath og John af Salisbury, blev senere betegnet som konceptualisme.

### Moderat realisme
Albertus Magnus og Thomas Aquinas repræsenterede som aristotelikere i højskolastikken i 1200-tallet – og idet de gik ud fra Averroes' og Avicennas kommentarer til Aristoteles – den såkaldte moderate realisme. For tilhængere af denne position gjaldt at viden er empirisk funderet, og at det almene er grundlæggende for erkendelsen af enkelttingene. Det almene har et tankeuafhængigt grundlag i enkeltingene; det eksisterer ganske vist ikke selv, men er dog realiseret i tingene (non est ens, sed entis). Uden denne realisering i enkettingene er det almene blot en tanke.
Thomas skelnede mellem:
1. Universalier der dannes i den guddommelige fornuft og eksisterer før enkelttingen (ante rem),
2. Universalier der eksisterer som almenbegreber i selve den enkelte ting (in re)
3. Universalier der eksisterer i den menneskelige forstand som begreber, dvs. efter tingen (post rem)

Også Thomas af Erfurts modistiske sprogteori kan siges at være moderat realisme; danskeren Morten Mogensen (Martin af Dacia, død 1304) tilhørte denne gruppe af spekulative grammatikere i 1200-tallet..

### "Natura Communis" hos Duns Scotus
|  | Vanskelige tankegange Dette afsnit behandler "svært stof", eller måske er det blot en dårlig oversættelse. (Scotus kaldtes doctor subtilis, "den spidsfindige doktor"). Du kan imidlertid hjælpe med at gøre det mere forståeligt, evt. ved at sammenholde med det tyske forlæg: Universalienproblem. — Billedteksten kan også fordanskes. |

Johannes Duns Scotus udviklede en ny retning inden for spørgsmålet om universalierne. Han hævede spørgsmålet op på et erkendelseskritisk eller sprogkritisk plan og indvendte at begreber kun betegner noget alment. Singulariteten kan ikke begribes ved et begreb. Det der konstituerer et individ kan ikke udtrykkes ved sprog, hvor meget man end bestræber sig ved forskellige måder af skelnen at komme tæt på det individuelle.
Scotus var overbevist om at der findes almenbegreber eller universalier, og var på den måde universalierealist som Aristoteles og Thomas Aquinas. Det individuelle betragtede han som noget positivt, enkeltstående (ty. Eigenständiges) i naturen, der står for sig selv ved siden af species, arten. Og endnu videre: den enkelte genstand var for ham et værendes sidste fuldendte virkelighed.
| Skema til Duns Scotus' lære om "Natura Communis" (fælles natur) og Universalierne                |                                                                                                  |                                                                                   |                                                                                   |
| Den sande væren uden for sjælen                                                                  | Den sande væren uden for sjælen                                                                  | Væren i intellektet                                                               | Væren i intellektet                                                               |
|                                                                                                  |                                                                                                  |                                                                                   |                                                                                   |
| Foruden de enkelte individer findes der tillige en "Natura Communis", en natur som de har fælles | Foruden de enkelte individer findes der tillige en "Natura Communis", en natur som de har fælles | I intellektet spaltes der i overensstemmelse med dobbeltheden i "den sande væren" | I intellektet spaltes der i overensstemmelse med dobbeltheden i "den sande væren" |
| [ Wahrnehmung ("holden-for-sandt") : perception, sansning, opfattelse ]                          |                                                                                                  |                                                                                   |                                                                                   |

Et fællesskab mellem forskellige individualiteter uden for sjælen
Idet han opfattede det individuelle menneske (den enkelte ting) og menneskeværen (dets artsnatur) som to formalt forskellige genstande, der er indeholdt i naturen før perceptionen, indførte Scotus begrebet distinctio formalis, en skelnen i henhold til formen. For Scotus fandtes der allerede i den sande væren uden for sjælen et fællesskab mellem forskellige individualiteter, der ikke var afhængig af intellektets 'operationer'. For eksempel tilhører Sokrates' menneskelighed, hans menneskeværen, ham uanset hvordan han ellers opfattes. Perceptionen (ty. die Wahrnehmung) retter sig mod det enkelte, og dette enkelte indeholder allerede artsnaturen (natura communis), den fælles natur, som et realt fundament for abstraktionen af almenbegreber (fundamentum in re).
Spaltningen af perceptionen i intellektet
Først i intellektet bliver natura communis ved refleksion omdannet til universalier, idet det almene bliver dannet ved sanseerkendelsen igennem flere trin. Det aktive eller virksomme intellekt, der er i stand til at frembringe abstraktioner, danner derved spontant begreber ud fra den pågældende situation for perceptionen – også selv om perceptionen er falsk eller en ting dukker op for perceptionen for første gang. Overgangen fra den forstående sansning (ty. erfassenden Empfindung) til erkendelse finder sted derved at intellektet forstår sandheden om to individualiteter, en sandhed der forbinder de to. Universalier er på den ene side konceptualistiske (det vil her sige kun i intellektet) fordi de sætter begreber i forhold til flere ting, fx menneske. De er på den anden side realistiske (in re), da det drejer sig om almenbegreber, der så at sige gælder absolut, som altså ikke forholder sig til noget enkeltstående, fx menneskehed.
Artsnaturen
Artsnaturen er til før tingene, fordi den er dannet af Gud. Den er i tingene som tingenes formale ramme. Individet i sin "dette-her-hed" (haecceitas ) er det mere fuldkomne, fordi det kan forstås med den intuitive erkendelse. Universalier er den reflektive afbildning af natura communis, og de er dermed realiteter "af anden grad" uden kropslig eksistens. Mennesket erkender det almene (qua natura communis) gennem den abstraktive eller abstraktionsdannende erkendelse, idet det danner de tilsvarende begreber for arter og slægter (universalier). Under alle omstændigheder er sådanne begreber – som fx Porfyrs fem prædikabilier [ slægt, art, speciel forskel, proprium (væsentligt kendetegn) og accidens (uvæsentligt kendetegn) ] – der sammenligner reale begreber (som fx planter og pattedyr) ikke realiteter. Sådanne logiske begreber "af anden orden" er fuldkomne almenbegreber (complete universale) og (er) derfor kun i forstanden, tanken (dvs. nominalistisk). Scotus' differentierede position kan ses som et konceptualistisk kompromis, der forberedte vejen til Ockhams type nominalisme.
Scotus udelukkede den rene nomininalisme
Scotus udelukkede selv muligheden af en ren nomininalisme, som Ockham heller ikke tilsluttede sig, og leverede en række argumenter imod. Frem for alt vægrede Scotus sig imod den opfattelse at der ikke skulle findes en anden tænkbar enhed end den enkelte genstand, og at der ikke skulle findes andre forskelle end den en numerisk forskel ville udgøre.
Hans hovedteser hertil lyder:
- Hvis alt blot var at skelne numerisk, hvordan kan man så se forskellen på to hvide entiteter fra to andre, af hvilke den ene er hvid og den anden sort? Uden artsnaturen er dette ikke muligt. (Hvorfor er to hvide svaner lige så vel svaner som en hvid og en sort svane? Ifølge Scotus: fordi de begge har artsnaturen "svane-hed".)
- Hvis der var numerisk adskillelighed for alle genstande, ville alle disse genstande have del i fænomenet adskillelighed. Fænomenet 'alle elementers delagtighed' er imidlertid en modsigelse til numerisk adskillelighed.
- Det enkelte er usigeligt, umuligt at udtrykke (individuum ineffabile[20]), fordi ethvert begreb allerede omfatter almenhed. Det enkelte er sågar stumt, fordi begrebet ikke opstår i den reelle verden, men i intellektet. Genstandene er hvad de er – uden Logos.
- Slægtens enhed er ikke en numerisk enhed, som allerede Aristoteles betonede. Hvis alt kun kunne adskilles numerisk, kunne man ikke fastslå virkelige ligheder eller forskelle mellem de enkelte ting.

### Semantisk nominalisme
I løbet af 1300-tallet intensiveredes den sprogfilosofiske debat. Som disciplin vandt logikken tiltagende vægt i forhold til metafysikken. Man spurgte mindre om det værendes væsen, men undersøgte i stigende grad hvordan man kunne tale om det værende: hvilken betydning kunne man knytte til de begreber man anvendte.
William af Ockham
William af Ockham gælder bliver set som en fremstående tilhænger af en differentieret nominalisme; han forbandt spørgsmålet om universalierne med tegnteoretiske overvejelser, og kom på den måde til at pege frem mod moderne sproglogik. For Ockham havde kun ekstramentale enkeltting realitet. Almenbegreberne har ikke nogen selvstændig eksistens, men er kun summen af de enkelte ting der tænkes på.
Et eksempel: En enkelt rose har en reel eksistens, "Rose" i sig selv, som begreb, har kun en rent tankemæssig eksistens.
Begreber opstår først og fremmest uafhængigt af det talte og skrevne sprog i ånden (conceptus mentis) og tjener til betegnelsen (significatio) af de ekstramentale ting. Grundlaget for sproglyde og skrift er overensstemmelse (ty. Vereinbarung ) med deres betydning som tegn. Almenbegreber bliver kun dannet i ånden (ty. Geist) og tjener som tegn der kan henvise til flere ting. I den udstrækning almenbegreber ikke forholder sig til ekstramentale ting, er de tegn om tegn. Som tegn står begreber for noget, hvis betydning fremgår af sammenhængen. Alt efter om man siger "et menneske løber", "mennesket er en art" eller "mennesket er en betegnelse" har ordet menneske en forskellig betydning.
Ockham var en skarp kritiker af den overleverede realisme. Mod den platonske forestilling om selvstændige ideer indvendte han, at disse da så igen måtte være enkeltting. Mod Aristoteles argumenterede han, at abstrakte genstande også som en anden substans – som en substans nummer to – ikke kunne have en selvstændig eksistens; thi ellers ville det føre til ikke blot en fordobling, men sågar til mangfoldiggørelse af det værende. Universalier kan ikke have en eksistens uden for sjælen. Tilsvarende vendte han sig også mod Duns Scotus' opfattelse af eksistensen af relationer og læren om artsnaturen (natura communis). Men idet han dog antog almenbegreber som en kvalitet ved sjælen, tilstod han universalierne en tilværelse i ånden, en væren i sjælen (ens in anima) og kan derfor snarere kaldes en "nominalistisk konceptualist" end en ren nominalist.
Af andre fortalere for en nominalistisk opfattelse var Nicolaus af Autrecourt, Pierre d’Ailly, Marsilius af Inghen (den første rektor for universitetet i Heidelberg, 1386), Jean Gerson og Gabriel Biel (professor i Tübingen), Jean Buridan og Albert af Sachsen såvel som Nicole Oresme som en betydende naturfilosof i 1300-tallet.
Kirkens problemer med nominalismen
Derved at det enkelte var bærer af ideerne, kom kirken med nominalismen i vanskeligheder med at retfærdiggøre de overleverede dogmer og som formidlende instans mellem den troende og Gud. Også for naturvidenskaben var det en befrielse at kirkens dogmer blev trængt tilbage, men debatten ophørte dog ikke af den grund; også i den følgende periode blev der indtaget realistiske positioner, således for eksempel af Walter Burley, John Wycliffe og Johannes Sharpe.

## Synspunkter i nyere tid
I nyere tid har især René Descartes' spørgsmål om erkendelsen siden 1600-tallet forskubbet de filosofiske spørgsmål. Derved fik realismebegrebet tilføjet en yderligere betydning som erkendelsesteoretisk realisme. Der tilføjedes modsætningsparret empirisme og rationalisme og spørgsmålet lød nu om genstandene kunne erkendes umiddelbart (realisme) eller om de er bestemt ved forestillingen om dem (idealisme). Her indtog tilhængerne af rationalisme overvejende realismens position, mens tilhængerne af empirismen snarere fulgte det nominalistiske grundkoncept.
Universalieproblemet stod ganske vist ikke længere i forgrunden som kendetegn for filosofiske positioner – dog blev det som oftest alligevel fortsat behandlet som en del af filosofien. Også i denne periode finder man alle de grundlæggende variationer fra realisme over konceptualisme til nominalisme. Her hælder empiristerne mod nominalismen, mens erkendelsesteoretisk realisme og begrebsrealisme var fremherskende hos rationalisterne. Konceptualistiske afsvækkelser af positionerne findes i begge lejre.

### Thomas Hobbes og John Locke
I sin overvejende materialistisk prægede, empiristiske filosofi stod Thomas Hobbes for en stærk nominalisme. Han skelnede navnene for enkelttingene fra de almenbegreber der ved den sproglige klassifikation bliver anvendt om enkelttingene..
"Et alment navn bliver tillagt mange ting på grundlag af ligheden kvalitet eller en anden accidens (hos denne enkeltting)"
Også John Locke var af den opfattelse at alle eksisterende ting er at betragte som enkeltting (partikularier, ty. partikulär). Han udviklede en psykologisk orienteret teori om dannelsen af almenbegreber. Ord indeholder almenhed som tegn for almene ideer. Disse opstår ved en abstraktionsproces idet man ser bort fra rum og tid og andre faktorer der kunne bestemme det enkelte individ. Abstraktionsprocessen er en forstandsforeteelse, der analyserer ligheder mellem de enkelte individer og herudaf danner en abstrakt ide. Det abstrakte begreb er så et navn for den almene ide.
"Det almene hører ikke til området for de eksisterende ting, det er snarere en opfindelse og et produkt af forstanden, der fremstiller det til eget brug; det almene forholder sig blot til tegn, er disse nu ord eller forestillinger.
Man kan i universaliespørgsmålet karakterisere Lockes position som en nominalistisk konceptualisme, ved hvilken de gennem abstraktion dannede ideer er selvstændige entiteter, helheder i bevidstheden, i forstanden.

### George Berkeley og David Hume
George Berkeley kritiserede frem for alt den af Locke beskrevne abstraktionsproces . Når man ser bort fra et individs specifikke egenskaber, har man til sidst ikke mere at beskrive. Man kan ikke ved at borttænke forestillingen om et menneske eller et skib, nå frem til et alment begreb "hurtig" ud fra et hurtigt gående menneske eller et hurtigt sejlende skib. Man kan heller ikke tænke almenbegrebet for en trekant – imod Lockes fremstilling – idet man samtidig forestiller sig stump, retvinklet og spidsvinklet. Snarere fremkommer betydningen af en almen forestilling af brugen.
Denne tese minder stærkt om den sene Ludwig Wittgenstein. Et almenbegreb er konventionelt og man kan afprøve om et individ er omfattet heraf. Denne rent nominalistiske opfattelse af et universale går uden om sammenknytningen af begrebet om almenhed med forestillingen om en ideal væren. Derved kunne videnskaben få det almene som genstand, uden at være bundet til et primært princip – en tilknytning der beherskede hele skolastikken og som tjente realismen som et stærkt forsvarsargument.
Løsrivelsen fra værensmetafysikken var en vigtig impuls for oplysningen. David Hume sluttede sig uindskrænket til Berkeley og betonede, at almenbegreber indførtes som repræsentation for individer, det individuelle, og fik deres selvstændighed gennem sædvane Ved deres anvendelse tænker man ikke på noget abstrakt, men på noget bestemt individuelt, der er repræsenteret.

### Rationalister
Rationalisterne Spinoza, Descartes og Leibniz stod for en mere eller mindre konceptualistisk præget realisme. Således mente Spinoza at ved den subjektive måde almenbegreberne dannes på, må det komme til forskellige opfattelser af begrebsindholdet. Han så heri årsagen til de mange forskellige opfattelser af filosofien. Ratio og Scientia intuitiva var dog for Spinoza højere erkendelsesmåder, gennem hvilke man først kan fatte en sags væsen .
Ifølge Descartes råder mennesket på forhånd over et antal ideer for tings uforanderlige, sande natur. Universaliet er et navn for en bestemt måde at tænke på .
Leibniz så ligheder ikke kun som et produkt af bevidstheden, forstanden, men også som en realitet. Empirisk induktion kan ikke føre til det almene. Dertil behøves fornuftsandheder .

### Kant og den tyske idealisme
Immanuel Kant har ganske vist ikke umiddelbart taget stilling til universalieproblemet, alligevel har hans skelnen mellem anskuelser og begreber udøvet en indflydelse på diskussionen i tiden efter. En anskuelse er en enkelt forestilling (repraesentatio singularis), der forholder sig til en umiddelbar genstand. Et begreb opstår derimod ved tilvejebringelsen af en syntese i en slutning, dom (ty. Urteil), idet der ud af anskuelsernes mangfoldighed ved fælles kendetegn bliver tilvejebragt et middelbart forhold til genstandene. Det almene består førbegrebsligt og bliver opfattet gennem dommen. Dømmekraften er den formåen "at tænke det særlige som indeholdt under det almene" (ty. "... enthalten unter dem Allgemeinen ...") (KrV B 37).
Begreber opstår altså ved den rene tænknings aktivitet. Begreber er derfor altid almene og reflekterede forestillinger (repraesentatio per notas communes), således at det er tautologisk at tale om almene begreber. Kant skelnede empiriske begreber der var grundet på sanselig erfaring fra rene forstandsbegreber, som udelukkende har deres udspring i forstanden. Med idé ville Kant kun betegne rene forstandsbegreber som ideen om republik eller ideen om frihed; thi begreber som prædikater for mulige domme fremstiller en doms enhed, danner altså klasser
Begrebet for en hund betyder en regel efter hvilken min indbildningskraft danner en skikkelse af et firbenet dyr – uden at være indskrænket til en bestemt (hunde-)skikkelse, som kun erfaringen tilbyder (stiller til rådighed) – eller også ethvert muligt billede, som jeg kan fremstille in concreto.(KrV B 180)
Fichte
I den tyske idealisme fordrede allerede Fichte ophævelse af den modsætning mellem det almene og det særlige, der opstår ved fastlæggelsen af jeg'et. Det enkelte som a posteriori, således som det behandles i videnskaberne, fastlægges og begrundes gennem det almenes a priori. For Fichte er det derfor ikke forestillingen om det almene, men om det indskrænkende, der er det bestemmende for anskuelsen.
Hegel
Hegel polemiserede mod den førbegrebslige almenhed som "natten hvor alle køer er sorte" . For ham bestod sandheden i dét almene, som i sig selv er det særlige. Erkendelsen af det absolutte er en selverkendelsesproces. Fornuften der ved om sig selv (ty. Die „sich wissende Vernunft“) er det absolut almene.

### 1800-tallet
Efter Kant stod universalieproblemet ikke længere i forgrunden i den filosofiske diskussion.
Den franske revolution havde vist at kirke og adels fortrin til magten, som havde været en anledning til mange tvistigheder siden middelalderen, ikke var en nødvendig forudsætning længere. I 1800-tallet gik man – for det meste i forbindelse med empirisme – snarere ind for en nominalistisk position med blandt andre Johann Friedrich Herbart, Beneke, John Stuart Mill, Alexander Bain.
Dette gjaldt også for Franz Brentano, som afviste forestillinger om anskuelser såvel som begreber a priori. Erfaringsdomme, hvis sandhed enhver umiddelbart indser, tilkommer almenhed (evidens). Sådanne erfaringsdomme opstår ud af en umiddelbar, intentional forholden sig til et objekt, (intentionalitet). For Brenzano var begreber som "rødlighed" eller "trekantethed" kortformer? for betegnelser af flere enkeltting. Rene forstandsbegreber betragtede han som fiktioner. Det almene opstår gennem abstraktion, idet mennesket sammenknytter generelle prædikater med bestemte typer af forestillingsbilleder. Denne opfattelse er ikke rent logisk, men mulig at efterprøve empirisk, hvorfor Wolfgang Stegmüller betegnede Brentano som en psykologisk konceptualist. Brentanos nominalistiske opfattelse fulgtes også af de fleste tilhængere af psykologismen (Fechner, Wilhelm Wundt, Hugo Münsterberg, Theodor Lipps)

## Diskussionen i moderne tid ("i det moderne")
Universalieproblemet i "det moderne" – fra oplysningstiden – bliver overvejende forbundet med begreber fra den (videnskabelige) platonisme  og essentialisme. Der bliver dog stadig diskuteret om begreber som klasse – fra mængdelæren – eller naturlov er navne eller entiteter. Forestillinger om en almen oprindelse eller om love der eksisterer uafhængigt af perceptionen af dem og som det skulle være muligt at opdage, således som det fandt sted i slutningen af 1800-tallet i strømninger inden for psykologien (sml. arketyper, antropologi ("antropologiske konstanter") eller den filosofiske naturalisme, også æstetikken i fx "universalier i musikopfattelse"  – alt dette hælder mod en universalierealisme eller konceptualisme. Imod sådanne fastlæggelser vendte og vender sig de forskellige varianter af konstruktivisme.

### Realistiske positionen i det moderne

#### Charles Peirce
En udtrykkelig univerrsalierealisme stod Charles Sanders Peirce for. Hans realitetsbegreb kan man beskrive med den korte formel: Virkeligt er det der ikke er fiktivt.  I den forstand har naturlove realitet, da de "har en afgørende tendens til at lade sig opfylde" (ty. sich zu erfüllen) (CP 1.26). Fordi man med naturlove kan stille prognoser, gælder, ".. at de fremtidige begivenheder i en vis udstrækning faktisk er behersket af en lovmæssighed" (samme, sml. også CP 5.100). Særlig har logikkens og matematikkens love realitet for Peirce. Han knyttede sin forestilling om universaliernes realitet tæt sammen med begrebet om kontinuum. En af begrundelserne så han i Cantors teorem "at den potensmængde man kan danne på grundlag af en given mængde er til stadighed større end denne".
"Det er absurd at antage, at en vilkårlig mængde af let skelnelige individer – hvilket jo gælder for alle samlinger af ikke-tællelige mængder, – kan have lige så stor mægtighed som mængden af alle mulige mængder af dens individuelle elementer".
"Dermed er kontinuet, uanset i hvilken dimension det nu også er et kontinuum, alt hvad der er muligt. Men for den sædvanlige logik omfatter det almene eller det universale ligeledes alt det mulige, af hvilken bestemt slags det end måtte være. Og således er kontinuet det, der fremstår som det sande universale i det relatives logik." 
Peirce anså det for en særlig disposition ved den menneskelige ånd at kunne tænke i form af et kontinuum, som det for eksempel er tilfældet med begrebet tid. Ideer er ikke selvstændige, men kontinuerlige systemer, og er samtidig fragmenter af et stort kontinuerligt system. Almengørelse, udtrykkelse af kontinuerlige systemer i tænkning, følelser og handlinger er livets sande mål. 
Virkelighed betyder da for Peirce, "at der findes noget i tingenes væren, som i følgeslutningens proces – dette at verden lever og bevæger sig og har sin væren – svarer til begivenhedernes logik". Ifølge Peirce kan den mekanistiske filosof, der antager en grundlæggende nominalisme, heller ikke unddrage sig en sådan forestilling.

#### Edmund Husserl
Edmund Husserl overtog ganske vist fra sin lærer Franz Brentano de erkendelsesteoretiske koncepter om evidens og intentionalitet, men så dog tilgangen til det almene i den kantske skelnen mellem anskuelse og begreb:
Det antages i almindelighed, at de almene forestillinger er fremvokset genetisk fra de individuelt anskuede. Men når bevidstheden altid lader sig opflamme af det almene ved den individuelle anskuelse og deraf uddrager klarhed og evidens, så er den ikke af den grund udsprunget af den enkelte anskuelse. Hvordan er vi derfor kommet dertil, at vi kan gå videre end den individuelle anskuelse, så vi i stedet for den manifesterede enkelthed kan mene noget andet, noget alment, der forener sig med den, og som den dog ikke reelt indeholder .
Husserl formulerede men henblik på væsensanskuelsen (ty. Wesensanschauung) en realistisk position: "Væsenet (eidos) er en ny type genstand. Således som det givne ved en individuel eller erfaret anskuelse er en individuel genstand, således er det givne ved væsensanskuelsen (et) rent væsen"  

Ligesom Kant skelnede Husserl det empirisk almene fra det rent (udelukkende) almene. Mens begreber hos Kant dannes som spontane handlinger i dommen, forsøgte Husserl at forstå almene begrebers logiske konstitution gennem analyse af bevidstheden. Empiriske begreber får man ved sammenligning og variation af anskuelser, idet man udskiller det forskellige og holder fast ved det absolut identiske og invariante. Det konkret anskuede er ganske vist kontingent, men det indeholder dog invariant det rene væsen som det givnes øverste kategori. Rene (a prioriske) begreber giver reglerne for erfaringen. De kan ikke først formidles gennem erfaring og indeholder deraf uendeligheden af videre forløb. (ty. ... und enthalten von daher die Unendlichkeit des Fortlaufens). Logikkens sætninger er tid- og rumuafhængige væsenheder (ty. Wesenheiten), som har ideel realitet. (Til Husserls fænomenologi, se Transcendental fænomenologi)

#### Bertrand Russell
Logikere som Bernard Bolzano (1781–1848) og senere i begyndelsen af 1900-tallet Gottlob Frege og Whitehead eller Bertrand Russell bekendte sig entydigt til platonismen. Quine kaldte denne holdning for "ontological commitment" (ontologisk engagement, forpligtelse). Men efter at Russell havde afdækket paradokser i mængdelæren, anslog han en mere tilbageholdende analyse. Thi "erkendelse af sandheder forudsætter kendskab til universalier" 
Han skelnede mellem tre slags entiteter for hvilke begreber dannes.
- Sansedata (en. Sense data) som simpelt indhold og konkrete individer.
- Data for introspektion, som opstår ved refleksion over perceptionen – den perception at vi perciperer.
- Universalier

Ethvert udsagn om et sagsforhold indeholder mindst et universale og en relation. Universalier kan ikke opfattes som individer:
"... Da der er mange hvide ting, må sammenligningen holde selv hvis man sammenligner mange par af hvide ting; og dette er det karakteristiske ved et universale. Det vil være nyttesløst at sige at der en forskellig lighed for hvert par for så måtte vi at sige at disse ligheder ligner hinanden, og vi vil til sidst være nødt til at opfatte lighed som et universale. ..." 
Russell diskuterede universalieproblemet med et erkendelsesteoretisk sigte med begrebet om bevægelse. Perceptioner forholder sig til objekter; logiske udsagn derimod forudsætter andre udsagn. Hvis man vil anerkende udsagn som sande består der relationer mellem perceptionsfakta og lovudsagn (ty. zwischen Wahrnehmungstatsachen und Gesetzesaussagen), som man må anse for reelle.
Bevægelse
For nominalister som Ockham var bevægelse et ord, der bruges til at betegne den mængde af positioner som en krop der bevæger sig indtager. For Newton var bevægelse derimod en selvstændig form med en selvstændig kvalitet. Ud fra Zenons pile-paradoks undersøgte Russell den matematiske karakter af bevægelse. En ligeformet bevægelse (ty. gleichförmige Bewegung) kan fremstilles som en lineær funktion således at en kvantificering er mulig for hver position pilen indtager under flugten. Bevægelse ville derved være en kvalitet (egenskab) af anden grad og kunne fortolkes nominalistisk. Tager man imidlertid hensyn til ekstra forøgelse af hastigheden fås et ikke-lineært forhold, hvor man derudover må se på kræfterne som vektorer. Den matematiske fremstilling af dette forhold kræver en funktion, i hvilken kontinuitet er forudsat som aksiom. Kontinuitet forudsætter dog overtælleligheden (ikke-tælleligheden) hos rationale tal, ved hvilke der mellem to selv nok så små værdier ligger et uendeligt antal mellemværdier. Derved blev bevægelse ikke blot et samlebegreb, men en helt selvstændig entitet.
Kontinuum
Russell beskæftigede som som Peirce med spørgsmålet om kontinuum, men kom til den slutning at et kontinuum ikke kunne afledes af den sansemæssige verden, fordi der kun findes korrelationer mellem forskellige (partikulære) sanseindtryk. Som elev af Peirce indvendte John Dewey her, at antagelsen af enkelte sanseindtryk allerede forudsætter en realitet, og (at) enkelte perceptioner skal henregnes til et højere, mere omfattende niveau i et kontinuum.

### Nutidig filosofi
David Armstrong
En fortaler for universalierealismen i den nutidige filosofi er David Armstrong. Hans position ligner Aristoteles': universalier findes kun i forbindelse med enkelttingene. Det almene er i det enkelte. Armstrong er samtidig fortaler for en streng fysikalistisk begrundet videnskabelig realisme. Naturlove er universalier, som beskriver de objektive strukturer i naturen. De er relationer af en højere orden, der beskriver en sammenhæng mellem universelle egenskaber.
Roderick Chisholm
I modsætning til Armstrong stod Roderick Chisholm for en idealistisk position med hensyn til erkendelsesteorien. Dog antog han universalierne for virkelige. Idet han knyttede an til Franz Brentanos opfattelse af intentionalitet, var Chrisholm af den opfattelse, at hvad der kunne rettes en intention imod, måtte være reelt.
Et vigtigt argument for universalierealismen i den moderne filosofi er, at udsagn i hvilke der forekommer universalier, kan være sande eller falske. Som "sandhedsgørere" (ty. "Wahrmacher" – en. "truth maker") må universalier derfor eksistere.

### Analytisk sprogfilosofi
Med den sproglige vending inden for sprogfilosofien i det 20. århundrede satte der sig en stærk nominalistisk tendens igennem. Især i Wienerkredsens neopositivisme blev erkendelsen indskrænket til de sanseligt erkendbare enkeltting. I overensstemmelse hermed var man af den opfattelse at betydningen af begreber og udsagn udelukkende skulle føres tilbage til erfaringen. Især ville Rudolf Carnap og den tidlige Wittgenstein føre alle begreber tilbage til fænomenalistiske grundbegreber og deraf udvikle et rent nominalistisk sprog. Ud fra denne synsmåde findes der for almenbegreberne ikke noget at relatere til. (ty. Bezugsgrößen) uden for bevidstheden. Klasser er ikke virkelige, men sammenfatninger i tanken.
Udsagn om love (ty. Gesetzesaussagen) bliver derved opfattet som blotte syntaktiske regler uden sandhedsværdi hos bl.a. Hermann Weyl og Frank Ramsey eller blot som hypoteser som hos Moritz Schlick og Karl Popper.

#### W. V. O. Quine
Quine undersøgte universalieproblemet med midler fra prædikatlogikken . Således må man for en præcis forståelse af sætningen "Dette er en rose" læse på følgende måde:
Der findes et X, for hvilket det gælder: X er en rose og X er rød
X bliver betegnet som bunden variabel. Ved omformuleringen opnår man, at begreber kun bliver anvendt som navnet på en genstand. Quines tese lyder, at også prædikater grundlæggende kan formuleres som logiske subjekter, og at de kan overføres som variabler til den logiske sætning (ty. logische Aussageform). Dog er det afgørende, hvilket begreb der sættes ind som værdi for variablen. Nominalisten vil fordre at variablernes gyldighedsområde bliver indskrænket til begreber der faktisk lader sig omformulere til navne. Platonisten derimod vil se på eller anvende formlen til begreber som "værdi", "det værende" eller "variabel".
Det bringer ganske vist præcisering at formulere universalieproblemet analytisk, men leverer dog alligevel ikke noget afgørende kriterium til løsning af problemet. Platonikeren kan stadig sige at ved blot at tale om universalierne, er deres eksistens allerede anerkendt. Ligeledes kan nominalisten henvise til at det almene ikke kan være en genstand, fordi et sådant begreb jo i en uendelig regres igen kan være del af et andet almenbegreb. Quine drog den slutning at inden for bestemte områder af matematikken og logikken kan klasser ikke undværes (ty. „Klassen“ nicht verzichtbar sind). Sådanne begrebslag opstår ved menneskelige konstruktioner og bliver ikke opdaget eller afdækket. Han betegnede sin position som konceptualistisk i modsætning til den platoniske realisme. Nominalisme betegnede han som agnosticisme over for en uendelighed af entiteter.

#### Peter Strawson, Nelson Goodman
En kritisk position over for Quine udviklede Peter Strawson der henviste til en fra hans synspunkt væsentlig funktionsforskel mellem begreber for henholdsvis det enkelte og det særlige. Singulære begreber har til opgave at identificere konkrete objekter. Almene begreber bliver anvendt i udsagn, i hvilke eksistensen allerede er fastslået. De har ikke nogen "identificerende reference".
Prædikater i sætninger kan forholde sig til forskellige subjekter alt afhængig af situationen. Prædikater er derfor altid mere almene end subjekter. Derfor er det ikke muligt konsekvent at erstatte prædikater med "logiske subjekter". Udsagn om enkeltting er kun mulig på grundlag af empiriske fakta (ty. Tatsachen). Opfattelsen af det almene som "logisk subjekt" forudsætter, at der findes et identifikationssystem, i hvilket der kan tilvejebringes relationer (ty. Bezüge) til rum-tidslige enkeltting.
Nelson Goodman stod for en såkaldt mereologisk nominalisme, ifølge hvilken det ikke er tilladt at danne uendelige kæder af nye entiteter ud fra individuelle grundelementer. Denne indskrænkning indeholder en formal indskrænkning af mulighederne i mængdelæren. En sådan restriktion fås ud fra princippet om økonomi i argumentationen ("Ockhams ragekniv").

#### Ludwig Wittgenstein
Wittgenstein har i Philosophischen Untersuchungen ændret en del af sine tidligere opfattelser, men holder dog fast i en nominalisme: begreber beror på konventioner, betydningen fremgår af deres brug, almenbegreber kan man betragte som familieligheder. Således viser analysen af begrebet "spil" at det ikke er muligt at bringe det almene i dette begreb på en eksakt afsluttet formel.
Denne Wittgensteins sprogmæssige opfattelse er en moderne formulering af den rene nominalisme hos Berkeley (se ovenfor) som man kan betragte som en slags "ligheds-nominalisme", mens andre fortolkere snarere deri ser en afvisning af universalieproblemet som et skinproblem, således som Carnap havde gjort. Wittgenstein så også familielighed inden for talbegrebet: "Vi udbreder vores talbegreb som når vi spinder en tråd ved at dreje fiber omkring fiber. Og trådens styrke ligger ikke i at en fiber løber gennem hele trådens længde, men at mange fibre griber ind over hinanden."

### Matematikkens filosofi
Den klassiske holdning inden for matematikken er realisme i universaliespørgsmålet, hvor logiske klasser, tal og funktioner osv. har selvstændig eksistens. Heroverfor står som modposition intuitionismen og konstruktivismen der går ud fra at genstandsområderne inden for matematikken opstår gennem en trinvis udvikling af teorien. Sædvanen sikrer så at forudsætningerne er fornuftige.
Når der ved udviklingen af teorier bliver knyttet den forestilling at de almenbegreber, der er opstået ved menneskelig aktivitet, har en semantisk eksistens, så bliver også her anvendt begrebet konceptualisme – Således Quine i hans opsats On what there is ("Hvad der findes") fra 1948/1953. Terminologien blev senere også anvendt af Wolfgang Stegmüller.